# Sankt Veit an der Glan

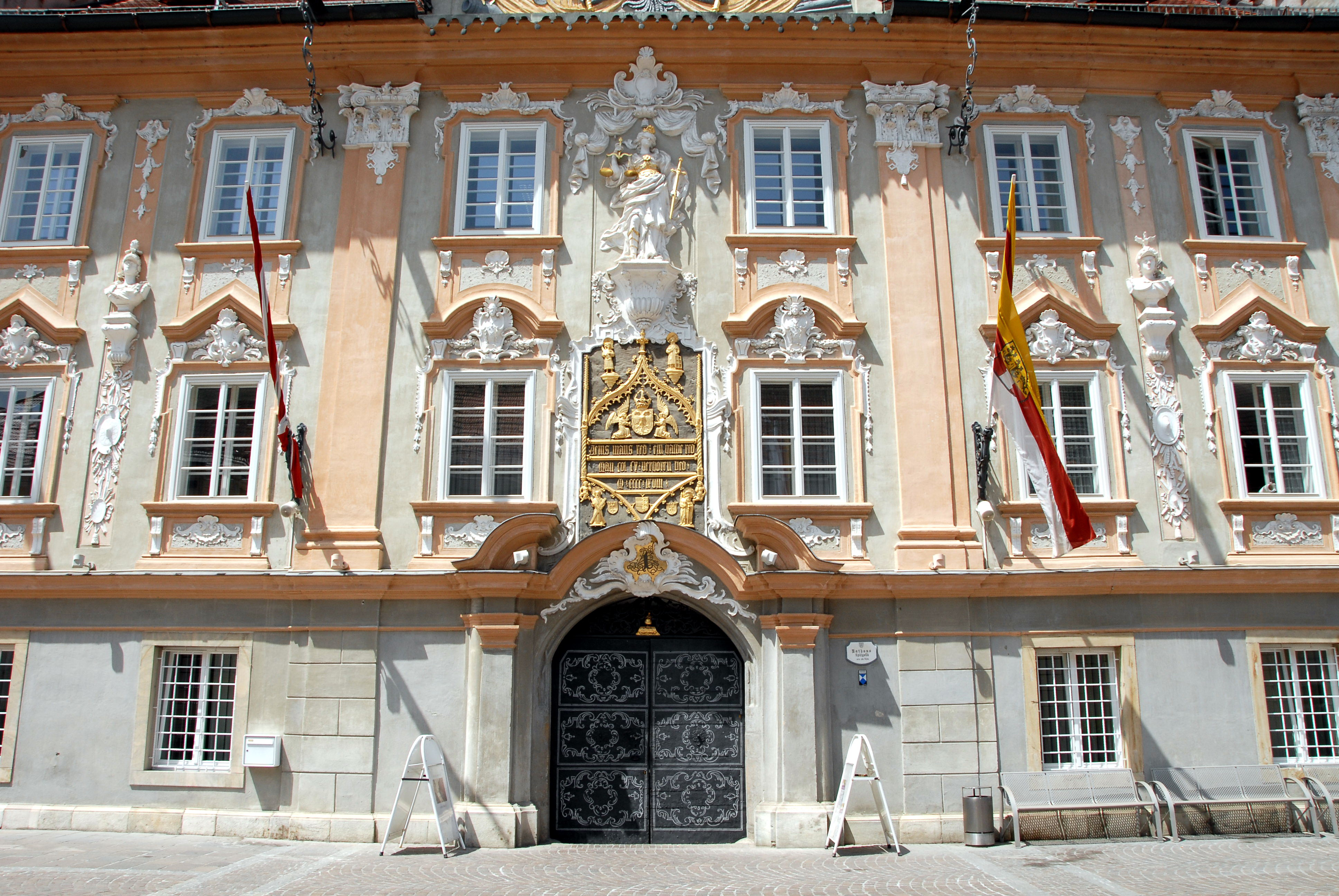
Town hall

Sankt Veit an der Glan là một đô thị trong bang Carinthia của Áo. Đây là thủ phủ của huyện cùng tên. 
This town là một major point on the Glan River in the north of the Zollfeld Valley.
Sankt Veit có 6 Katastralgemeinden: Galling, Hörzendorf, Niederdorf, Projern, Sankt Donat và Tanzenberg. 
Tại thời điểm điều tra dân số năm 2001, đô thị này có dân số 12.045 người, trong đó có 92,5% người Áo, 2,3% người Nam Tư, và 2,2% là người Bosnia. 74,0% dân số theo Công giáo Rôma, 4,3% theo Hồi giáo.